# Жарняковка
Жарняковка — река в России, протекает по Тюменской области. Устье реки находится в 167 км по левому берегу реки Демьянка. Длина реки составляет 58 км. Площадь водосборного бассейна — 372 км². Высота истока — 91 м над уровнем моря.

## Притоки
(км от устья)
- 11 км: Ай-Ях (лв)
- Маленькая (лв)
- Перешеек (пр)
- Лягуш-Яхтым (пр)
- Западный (лв)

## Данные водного реестра
По данным государственного водного реестра России относится к Иртышскому бассейновому округу, водохозяйственный участок реки — Иртыш от впадения реки Тобол до города Ханты-Мансийск (выше), без реки Конда, речной подбассейн реки — бассейны притоков Иртыша от Тобола до Оби. Речной бассейн реки — Иртыш.